# Вронда
Вронда, также Врондиани (греч. Μονή Βροντά ή Παναγία Βροντιανή ή Παναγία Βροντιανής ή Παναγία Κοκκαριανής) — православный монастырь в Греции, основанный в 1566 году, древнейший монастырь на острове Самос, действующий, принадлежит Самосской и Икарийской митрополии Элладской православной церкви. Объявлен памятником истории и архитектуры, охраняется государством. Расположен на восточном склоне горы Карвуни близ деревни Вурлиоте в общине Анатолики-Самос. В монастыре хранятся частицы мощей великомученицы Ирины.  Численность общины составляла 16 человек по переписи 2011 года. Монастырский праздник 8 сентября.

## Численность общины
| Год  | Численность общины, человек |
| ---- | --------------------------- |
| 1991 | 49                          |
| 2001 | 36                          |
| 2011 | ↘ 16                        |